# Бель-Алды
Бель-Алды (кирг. Бел-Алды) — село в Токтогульском районе Джалал-Абадской области Кыргызстана. Входит в состав Бель-Алдынского айылного аймака.

## География
Село расположено в северной части области, на левом берегу реки Бель-Алды, на расстоянии приблизительно 26 километров (по прямой) к востоко-северо-востоку от города Токтогула, административного центра района. Абсолютная высота — 1326 метров над уровнем моря.

## Население
Согласно оценочным данным Национального статистического комитета Кыргызской Республики, численность населения села на начало 2023 года составляла 1191 человек.
| год     | 2009 | 2014 | 2015 | 2020 | 2021 | 2023 |
| ------- | ---- | ---- | ---- | ---- | ---- | ---- |
| человек | 992  | 1366 | 1383 | 1428 | 1448 | 1191 |